# Hamadan
För andra betydelser, se Hamadan (olika betydelser).
Hamadan (persiska: هَمَدان), eller Hamedan (هَمِدان), är en stad i Zagrosbergen i västra Iran. Den är administrativ huvudort för provinsen Hamadan och delprovinsen (shahrestan) Hamadan. Staden har cirka 554 000 invånare. Huvuddelen av invånarna är perser, kurder och lurer.[källa behövs]
Hamadan har en mycket lång historia och var under namnet Hagmatana, grekiskt namn Ekbatana, huvudstad i Medien.